# Гридьково
Гридьково — деревня в Ступинском районе Московской области в составе Семёновского сельского поселения (до 2006 года входила в Ивановский сельский округ). На 2015 год Гридьково 1 улица — Полевая, деревня связана автобусным сообщением с соседними населёнными пунктами. Впервые в исторических документах упоминается в 1709 году, как Гридково. В деревне находился кирпичный часовенный столб, постройки 1907 года, не дошедший до наших дней.

## География
Гридьково расположено на западе района, на безымянном ручье бассейна реки Лопасня, высота центра деревни над уровнем моря — 164 м. Ближайшие населённые пункты: Ивановское — около 200 м на юг и Привалово — около 800 м на северо-восток.

## Население
| 2002 | 2006 | 2010 |
| ---- | ---- | ---- |
| 8    | ↘5   | ↘4   |